# Montenegro
Il Montenegro (arcaico Montenero; in montenegrino Crna Gora o Црна Гора?) è uno Stato europeo, situato nella penisola balcanica, che si affaccia sul mare Adriatico. Confina con la Serbia a nord-est, la Croazia a ovest, la Bosnia ed Erzegovina a nord-ovest, il Kosovo a est e l'Albania a sud-est. Conta 633 537 abitanti e una superficie di 13812 km²; la densità di popolazione è di 43,6 ab./km². La capitale è Podgorica (raramente in italiano Podgorizza; dal 1946 al 1992 Titograd, letteralmente "città di Tito".)
Fino al 2 giugno 2006, la Repubblica del Montenegro è stata unita alla Repubblica di Serbia con il nome di Serbia e Montenegro. Dal 3 giugno 2006 il Montenegro è diventato uno Stato indipendente, proclamato a seguito dell'esito del referendum sull'indipendenza del 21 maggio precedente. È membro dell'ONU. Il 2 dicembre 2015 ha ricevuto l'invito ufficiale ad aderire alla NATO e il 28 aprile 2017 vi è entrato ufficialmente, dopo approvazione parlamentare, come 29º membro. È membro dell'Iniziativa Adriatico Ionica, che ha lo scopo di favorire il processo di integrazione dei paesi balcanici nell'Unione europea.

## Territorio
Il territorio della Repubblica del Montenegro è soprattutto montuoso e interessato da fenomeni carsici; qui si trovano le Alpi Dinariche con la vetta del Monte Durmitor. Verso sud troviamo il Monte Lovćen.
Il Paese confina a nord-ovest con la Bosnia ed Erzegovina e la Croazia, a sud con l'Albania, a nord-est con la Serbia, a est con il Kosovo; è bagnato a sud - ovest dal mare Adriatico. Si estende su una superficie di quasi 14000 km² e un’estensione costiera di 200 km.

## Etimologia
Il nome fa riferimento al colore scuro e intenso delle foreste che un tempo coprivano le Alpi Dinariche, così come era possibile vederle dal mare. Nella maggior parte delle lingue europee non slave e in altre lingue nel mondo si è affermato il termine italiano introdotto dai Veneziani.
Un'altra tesi suggerisce che il nome Montenegro derivi dal nome della famiglia imperiale bizantina dei Comneni. Un'altra tesi ancora fa derivare il nome dal fatto che ancora in epoca medievale l'area fosse abitata da popolazioni romanze, dette appunto nigri latini, che nel passare dei secoli si slavizzarono, come avvenuto anche in altre aree dell'ex Jugoslavia (cfr. morlacchi).

## Storia
Nell'Alto Medioevo il Montenegro, denominato dapprima Duklija, fu un principato semi-indipendente, a capo del quale si avvicendarono numerose dinastie e numerosi governanti.
A partire dal XII secolo la regione, con il nome di Zeta, fu incorporata nel Regno di Serbia governato dalla dinastia Nemanjade, sotto il cui controllo rimase fino al XIV secolo, quando l'Impero serbo cominciò a sgretolarsi a fronte delle pressioni espansionistiche turco-ottomane.
Quando i Turchi conquistarono i Balcani nel XV secolo, anche il Montenegro cadde sotto il loro dominio diretto, con l'eccezione della parte costiera che, dal 1420 al 1797, rimase stabilmente in mano alla Repubblica di Venezia, mantenendo anche legami e caratteristiche veneziane tuttora presenti.
Il governo del Paese fu affidato dal 1516 al primo dignitario spirituale, metropolita o vladika. Alla fine del XVII secolo i Turchi subirono numerose sconfitte per opera dell'Austria. L'indebolimento dell'Impero ottomano permise al Montenegro di ottenere una certa autonomia. Divenne un Paese tributario dell'Impero ottomano, governato dai propri principi-vescovi (che avevano il titolo di "vladika"). Questi vladika, per quanto riguarda la loro funzione religiosa, erano metropoliti dipendenti dal Patriarcato serbo-ortodosso. Nel 1697, con l'elezione del vladika Danilo della famiglia Petrović Njegoš, la carica divenne ereditaria nella dinastia Petrović Njegoš.

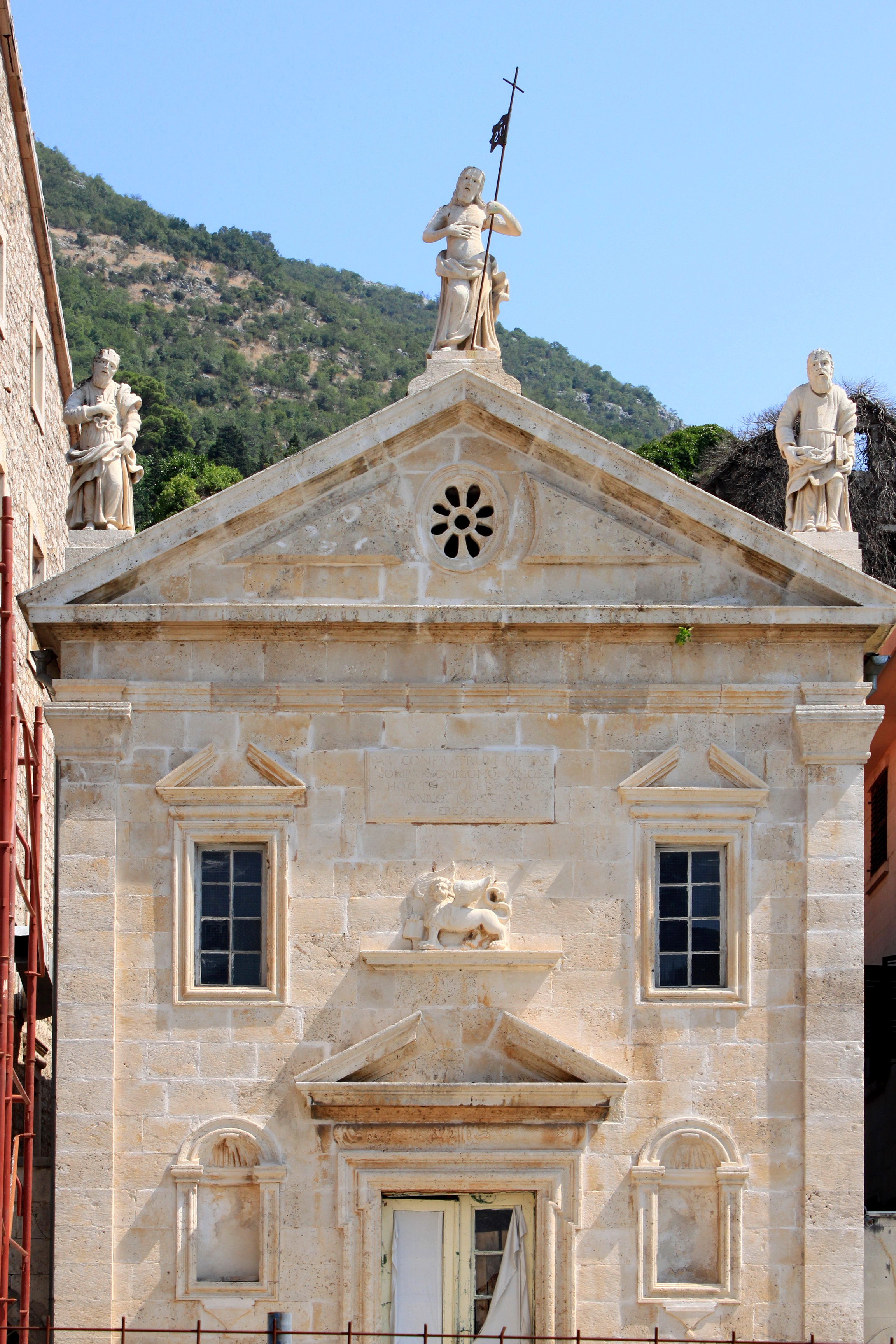
Chiesa San Marco a Perasto (Peraście) costruita nel 1760

Nel corso dell'Ottocento si ebbero varie guerre turco-montenegrine, attraverso le quali il piccolo Stato riuscì ad allargare i propri confini. Il principe Danilo II (1826) fu nominato erede dal nonno Pietro II (deceduto il 19 ottobre 1851).
Nel 1852 il vladika, sempre della dinastia Petrović-Njegoš, rinunciò alla carica ecclesiastica, conservando il solo potere temporale, e prese il titolo di principe ("Knjaz") con il nome di Danilo I, creando una dinastia laica di primogenitura maschile. Danilo morì a Cattaro il 13 agosto 1860 per la ferita riportata da un colpo di pistola ricevuto da un fuggiasco montenegrino. Il figlio minore, avuto da Darinka Kvekić, figlia di un negoziante serbo di Trieste e sposata nel 1854, fu allora posto sotto un governo di reggenza della madre. Il 14 agosto dello stesso anno, tuttavia, Nicola, figlio di Mirko, fratello del sovrano deceduto, fu proclamato principe a Cettigne con il nome di Nicola I. L'8 novembre 1860 egli sposò Milena Vukotić, figlia del voivoda Petar Šćepanov Vukotić, capitano della Guardia del corpo del principe (i Perianiki). Benché ormai il titolo principesco fosse quello di "Gospodar", le popolazioni montanare continuarono a chiamarlo "Vladika" (Sacro Signore). Nicola, divenuto re nel 1910, regnò fino al 1918, quando fu costretto ad abdicare e morì in esilio ad Antibes, sulla Costa Azzurra, nel 1921.
Durante il Congresso di Berlino del 1878, il Paese ottenne il riconoscimento internazionale della sua indipendenza e gli fu dato in concessione per 100 anni una striscia di territorio albanese comprendente i seguenti comuni: Tivar, Tuz, Podgorice, Plave, Berane, Bjello Pole, Pleve, Rozhaje. Pochi anni dopo il principe poté fare sposare sua figlia Elena all'erede al trono d'Italia, il futuro Vittorio Emanuele III.
Nel 1905 fu concessa una costituzione e nel 1906 lo Stato montenegrino per la prima volta batté moneta: i perperi di rame. Al culmine di questo processo di modernizzazione, il 28 agosto 1910 il principe Nicola Petrović Njegoš di Montenegro si autoproclamò re, fondando il Regno del Montenegro.

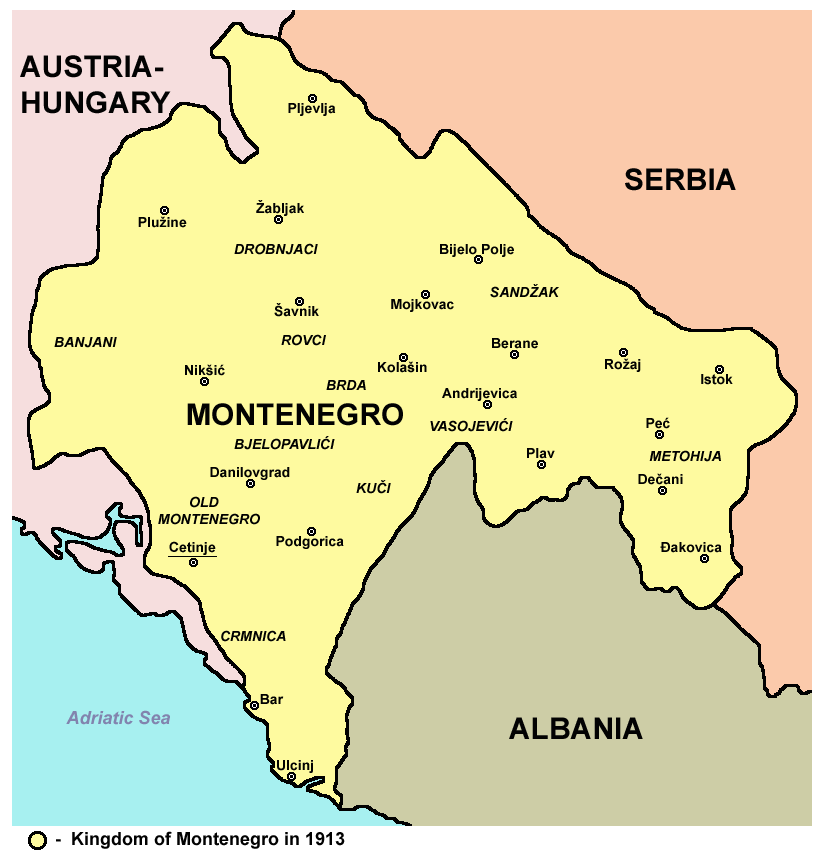
Il Regno del Montenegro nel 1913

Nel 1918 il Montenegro perse la sua indipendenza ed entrò a fare parte del Regno dei Serbi, Croati e Sloveni. I montenegrini rimasti fedeli al re Nicola si ribellarono nel 1919, per poi essere vinti dall'esercito del nuovo Stato nel 1924.
Nel 1941, durante l'occupazione italiana, fu creato un nuovo Regno del Montenegro sotto il protettorato italiano. L'Assemblea Costituente montenegrina previde la nomina di un reggente, che non avvenne mai per la sopraggiunta insurrezione. Il governo italiano nominò inizialmente governatore civile del Montenegro l'ambasciatore conte Serafino Mazzolini, che fu poi sottosegretario agli Esteri nella Repubblica di Salò. Mazzolini fu sostituito, dopo lo scoppio della rivolta, dal generale Alessandro Pirzio Biroli come governatore militare.
Dal 1945 il Montenegro fece parte della Repubblica Socialista Federativa di Jugoslavia come una delle sei repubbliche federate, la Repubblica Socialista di Montenegro.

### Unione con la Serbia
Nel referendum del 1992, con il 95,96% dei voti, la popolazione montenegrina decise di rimanere nella Federazione jugoslava di cui faceva parte solo la Serbia, sebbene l'affluenza alle urne fosse stata del 66% a causa del boicottaggio dell'etnia musulmana, delle minoranze cattoliche e degli indipendentisti. Questi sostenevano che la votazione fosse stata organizzata in condizioni non democratiche.
Nel 1996 il governo di Milo Đukanović attenuò il legame tra Montenegro e Serbia. Le tensioni tra i due Stati erano ancora critiche, nonostante il cambio di politica di Belgrado. Il Montenegro formò la propria linea politica economica e introdusse il marco tedesco come moneta corrente, come proposto al tempo dal ministro dell'economia. Il dinaro serbo non era usato nel Montenegro, tranne che dai turisti.
Nel 2002 la Serbia e il Montenegro arrivarono a un nuovo accordo riguardante la cooperazione. Nel 2003 la Federazione Jugoslava venne ridefinita come "Serbia e Montenegro".

### Indipendenza
Lo status del Montenegro e, in particolare, la fine dell'unione con la Serbia sono stati decisi dal referendum sull'indipendenza del Montenegro del 21 maggio 2006, cui ha partecipato l'86,5% del corpo elettorale, cioè 419 240 votanti, a seguito del quale il 55,5% degli stessi, pari a 230 661 voti, si è espresso a favore dell'indipendenza del Paese: si tratta dunque di una percentuale di poco superiore alla soglia del 55% concordata con l'Unione europea per rendere valido il referendum; in valore assoluto la soglia minima necessaria è stata superata per soli 2 300 voti. Di conseguenza, il parlamento del Montenegro ha intrapreso le procedure legali per dichiarare l'indipendenza. L'iter si è chiuso il 3 giugno 2006 con la dichiarazione d'indipendenza, seguita e quindi confermata il giorno successivo da un analogo atto da parte della Serbia.
Le autorità del Montenegro hanno subito intavolato delle trattative con la Serbia per risolvere i problemi legati alla separazione. La Serbia, gli Stati membri dell'Unione europea e i membri permanenti del Consiglio di sicurezza delle Nazioni Unite hanno immediatamente fatto capire che avrebbero riconosciuto l'indipendenza del Montenegro, rimuovendo gli ostacoli sulla strada della nascita del nuovo Stato sovrano. Il primo Stato ad aver riconosciuto l'indipendenza del Montenegro è stata l'Islanda, l'8 giugno 2006. Il 22 ottobre 2007 è stata promulgata ufficialmente la nuova Costituzione.
Il 2 dicembre 2015 il Montenegro è stato invitato a entrare nella NATO e, al termine dell'iter, il 28 aprile 2017 il parlamento ha ratificato l'adesione.

## Geografia

### Morfologia
Il Montenegro è una regione montuosa costituita da alte montagne lungo i confini della Serbia meridionale e l'Albania, da un segmento del carso situato a ovest della penisola balcanica e da una stretta costa pianeggiante di solo 4 km. La pianura si ferma a nord, dove i fiumi dai monti Lovćen e Orjen confluiscono nelle bocche di Cattaro.
La vasta regione del carso montenegrino è situata a un'altitudine media di 1000 m s.l.m., raggiungendo sul monte Orjen, il più alto massiccio della catena, che raggiunge i 1894 m. Il punto più basso della regione carsica è la valle del fiume Zeta situata a circa 500 m sul livello del mare.
Le montagne del Montenegro sono tra i più aspri territori europei, che si elevano in media a più di 2000 m. Una delle cime più famose è il Bobotov Kuk appartenente alla catena del Durmitor, che raggiunge un'altezza di 2522 m. Le montagne montenegrine furono soggette a profonde erosioni durante l'ultimo periodo glaciale.
- La spiaggia più lunga: Velika Plaža, Dulcigno - 13 000 m;
- La montagna più alta: Zla Kolata (Gruppo del Prokletije) - 2 534 m;
- La baia più grande: Bocche di Cattaro;
- Il lago più grande: Lago di Scutari - 391 km²
- La gola più profonda: Fiume Tara - 1 300 m.

### Clima
Il Montenegro ha un clima che sulla costa può definirsi mediterraneo, ma che assume caratteristiche sempre più continentali andando verso l'interno, con inverni freddi ed estati calde.

## Società

### Etnie

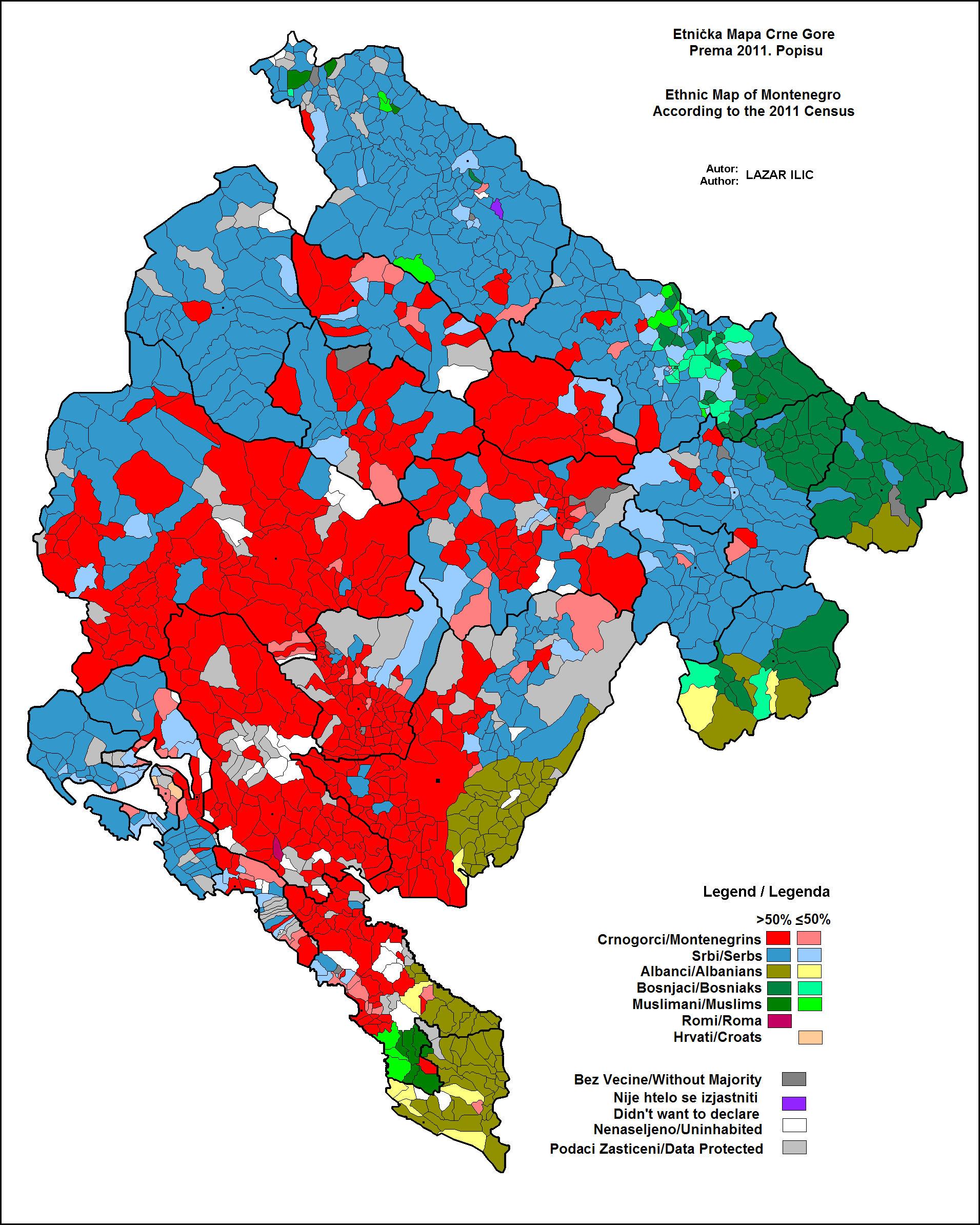
Mappa etnica del Montenegro nel 2011

Composizione etnica secondo il censimento del 2023:
| Etnia        | Numero totale | %    |
| Montenegrini | 256 436       | 41,1 |
| Serbi        | 205 370       | 32,9 |
| Bosgnacchi   | 58 956        | 9,5  |
| Albanesi     | 30 978        | 5    |
| Russi        | 12 824        | 2,1  |
| Musulmani    | 10 162        | 1,6  |
| Rom          | 5 629         | 0,9  |
| Croati       | 5 150         | 0,8  |
| Altri        | 38 128        | 8,2  |
| Totale       | 623 633       | 100  |

|              |              |  |      |      |
| ------------ | ------------ |  | ---- | ---- |
| Montenegrini | Montenegrini |  | 41,1 | 41,1 |
| Serbi        | Serbi        |  | 32,9 | 32,9 |
| Bosgnacchi   | Bosgnacchi   |  | 9,5  | 9,5  |
| Albanesi     | Albanesi     |  | 5    | 5    |
| Russi        | Russi        |  | 2,1  | 2,1  |
| Musulmani    | Musulmani    |  | 1,6  | 1,6  |
| Rom          | Rom          |  | 0,9  | 0,9  |
| Croati       | Croati       |  | 0,8  | 0,8  |

I bosgnacchi sono concentrati maggiormente nel Nord-est del Paese, nei comuni di Rožaje e Plav; la minoranza albanese è concentrata prevalentemente a sud-est, nella città costiera di Dulcigno.
Infine tra le minoranze si possono citare i dalmati croati (cattolici), che abitano soprattutto lungo le coste, particolarmente intorno alle Bocche di Cattaro. I rumení censiti in Montenegro sono soprattutto rom e sinti.
Nelle Bocche di Cattaro, (soprattutto nel capoluogo e a Perasto) e nella riviera di Budua, esiste pure una piccola comunità dalmata italofona, rappresentata ufficialmente dalla Comunità Nazionale Italiana del Montenegro, in attesa di adesione all'Unione Italiana di Slovenia e Croazia, che conta circa 600 persone, delle quali circa 420 italofone.
Al censimento del 2011 in tutto il Montenegro si erano dichiarati etnicamente italiani in 135. Nello stesso censimento non vengono riportati dati riguardo ai madrelingua italiani; ci si limita a evidenziare che, dei 135 suddetti, 45 hanno dichiarato di avere come propria madrelingua il montenegrino, venti il serbo, dieci il serbo-croato, tre il croato, tre hanno indicato una lingua regionale e uno l'inglese; ne restano quarantacinque che hanno dichiarato un'altra madrelingua e sette che non hanno voluto dichiarare nulla.

### Lingue

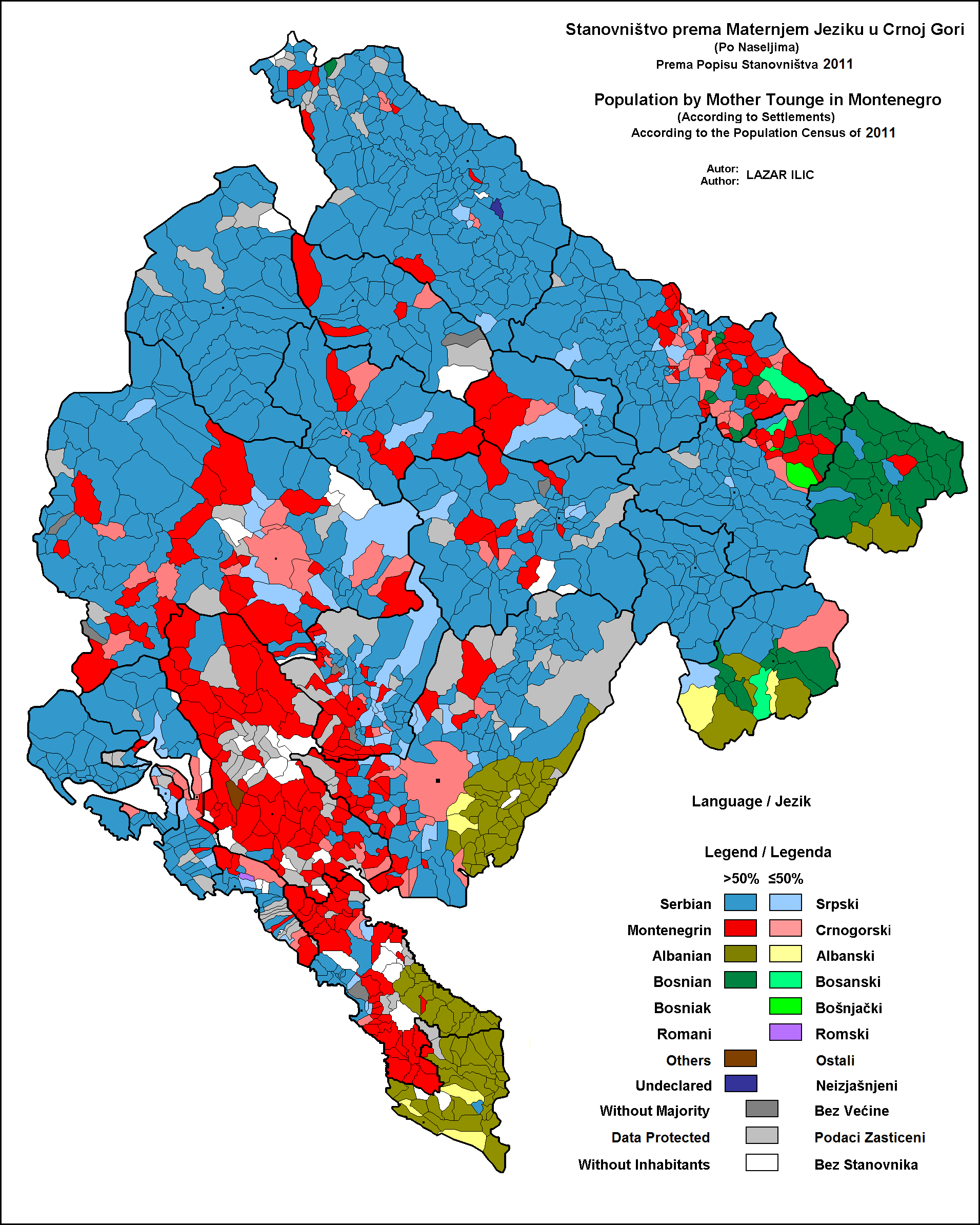
Composizione linguistica al 2011

Composizione linguistica secondo il censimento del 2023:
| Lingua       | Numero  | %     |
| Serbo        | 265 895 | 42,88 |
| Montenegrino | 229 251 | 36,97 |
| Bosniaco     | 33 077  | 5,33  |
| Albanese     | 32 671  | 5,27  |
| Romaní       | 5 169   | 0,83  |
| Bosgnacco    | 3 662   | 0,59  |
| Croato       | 2 791   | 0,45  |
| Altri        | 47 513  | 7,68  |
| Totale       | 620 029 | 100   |

|              |              |  |       |       |
| ------------ | ------------ |  | ----- | ----- |
| Serbo        | Serbo        |  | 42,88 | 42,88 |
| Montenegrino | Montenegrino |  | 36,97 | 36,97 |
| Bosniaco     | Bosniaco     |  | 5,33  | 5,33  |
| Albanese     | Albanese     |  | 5,27  | 5,27  |
| Rom          | Rom          |  | 0,83  | 0,83  |
| Bosgnacco    | Bosgnacco    |  | 0,59  | 0,59  |
| Croato       | Croato       |  | 0,45  | 0,45  |

La Costituzione montenegrina stabilisce che la lingua ufficiale del Montenegro è il montenegrino e vengono riconosciute come lingue parlate e in uso ufficiale il serbo, il bosniaco, l’albanese e il croato. Tranne l’albanese, le altre lingue citate sono varianti della macrolingua serbo-croata, presso la quale sono in uso sia l'alfabeto latino sia quello cirillico (entrambi ufficiali in Montenegro). Secondo diversi linguisti, la distinzione tra gli idiomi serbo-croati rimane minima.

### Religioni
La maggior parte della popolazione professa la religione cristiano-ortodossa, la maggioranza dei cui fedeli si riconosce nella Chiesa ortodossa serba, rappresentata dal metropolita del Montenegro e del Litorale (che anche detiene il titolo di arcivescovo di Cettigne), ma una minoranza segue la dissidente Chiesa ortodossa montenegrina. Alle istituzioni religiose sono garantiti tutti i diritti ed esse sono separate dallo Stato. Vi sono inoltre una considerevole minoranza di musulmani sunniti e una piccola comunità cattolica, divisa fra l'arcidiocesi di Antivari, il cui arcivescovo ha il titolo di primate di Serbia, e la diocesi di Cattaro, suffraganea dell'arcidiocesi di Spalato-Macarsca.
Di seguito sono riportati i dati del censimento 2011:
| \| Religione \| Numero \| % \| \| Cristianesimo ortodosso \| 446 858 \| 72,07 \| \| Islam \| 118 477 \| 19,11 \| \| Cattolicesimo \| 21 299 \| 3,44 \| \| Altri \| 27 756 \| 5,38 \| \| Totale \| 620 029 \| 100 \| |         |       |
| Religione | Numero  | %     |
| Cristianesimo ortodosso | 446 858 | 72,07 |
| Islam | 118 477 | 19,11 |
| Cattolicesimo | 21 299  | 3,44  |
| Altri | 27 756  | 5,38  |
| Totale | 620 029 | 100   |

### Simboli
Il 12 luglio del 2004 il parlamento del Montenegro adottò una bandiera, un giorno nazionale e un inno nuovi. La festa nazionale del 13 luglio rievoca:
- la data del 1878, quando il Congresso di Berlino riconobbe il Montenegro come il ventisettesimo Stato indipendente al mondo;
- la data della rivolta popolare del 1941 contro l'Italia e la Germania, alleati nell'Asse, durante l'occupazione italiana del Montenegro.

Il parlamento scelse, come inno nazionale, una delle più note canzoni folk montenegrine, "Oj, svijetla majska zoro" (Oh, splendente alba di maggio).

## Ordinamento dello Stato

### Suddivisioni amministrative

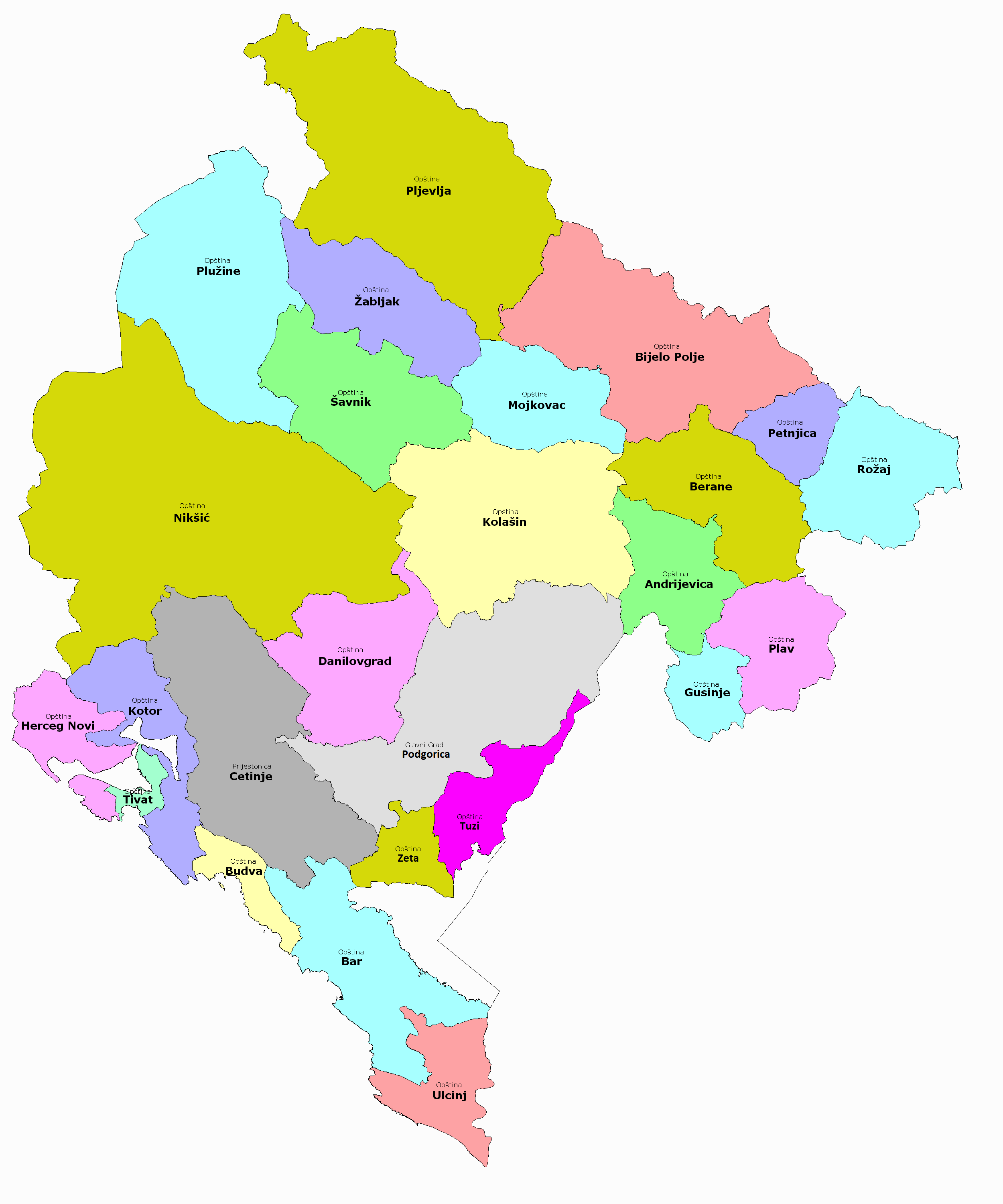
Comuni del Montenegro

Il Montenegro è diviso in venticinque comuni (opstine); tutti (unica eccezione il comune di Zeta) prendono il nome dal loro capoluogo.

### Città principali
Le principali città del Paese sono:
- Podgorica, la capitale (139 100 abitanti)
- Nikšić (61 700)
- Cattaro (Kotor) (22 947)
- Pljevlja (21 400)
- Bijelo Polje (17 100)
- Cettigne (Cetinje), prima capitale e sede storica del sovrano (15 500)
- Budua (Budva), centro turistico (15 000)
- Antivari (Bar), principale porto (13 800)
- Castelnuovo di Cattaro (Herceg Novi) (12 800)
- Dulcigno (Ulqini/Ulcinj) (11 000)

### Istruzione e università
L'istruzione in Montenegro è regolata dal Ministero dell'istruzione e della scienza.
L'istruzione inizia nelle scuole materne. I bambini frequentano le scuole elementari (Osnovna škola) dai 6 ai 15 anni. L'istruzione elementare è gratuita e obbligatoria. Conclusa la "scuola di otto anni", gli studenti possono continuare la loro istruzione secondaria (Srednja škola), che dura quattro anni (tre anni per le scuole professionali).
Le tre tipologie di scuola secondaria sono:
- Il ginnasio (Gimnazija) dura quattro anni e offre un'istruzione generale e ampia per preparare gli studenti all'università.
- Le scuole professionali (Stručna škola) durano tre o quattro anni e specializzano gli studenti in determinati campi e offrono un'istruzione relativamente ampia.
- Le scuole professionali (Zanatska škola) durano tre anni e si concentrano sulla formazione professionale.

In seguito l'istruzione di livello terziario si divide in facoltà di livello "Istruzione superiore" (Više obrazovanje) e "Istruzione superiore" (Visoko obrazovanje). Le scuole superiori (Viša škola) durano dai due ai quattro anni..
In ambito universitario l'Università del Montenegro è stata fondata a Podgorica il 2 aprile 1974 .

### Forze armate
La leva militare non è obbligatoria ed è possibile dai 18 anni di età. Dal 2010 il Montenegro partecipa alla missione Resolute Support della NATO. Nel settore della difesa è molto importante per il Paese la cooperazione internazionale, poiché da solo non sarebbe in grado di sostenere le spese necessarie a garantire il funzionamento dell'esercito.
- Forze Armate del Montenegro (Vojska Crne Gore):
  - Esercito montenegrino (Kopnena vojska Crne Gore)
  - Marina militare montenegrina (Mornarica Vojske Crne Gore)
  - Aeronautica militare (Vazdušne snage Crne Gore)

## Politica

### Politica interna

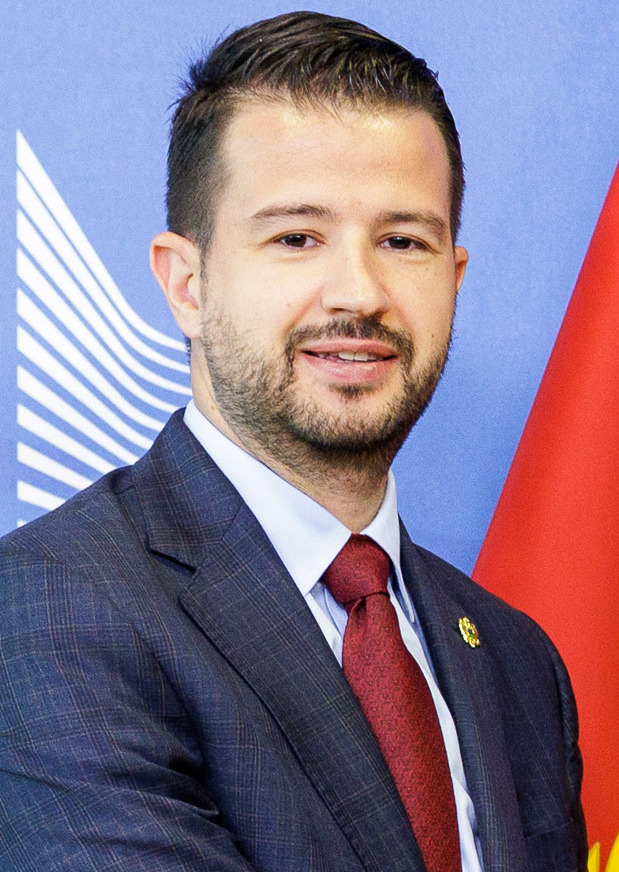
Jakov Milatović, presidente della Repubblica di Montenegro dal 2023

La Costituzione del Montenegro descrive il Paese come uno Stato "democratico, civico ed ecologista di giustizia sociale, basata sullo stato di diritto." Il Montenegro è una repubblica parlamentare unitaria, sovrana e indipendente che ha proclamato la sua nuova costituzione il 22 ottobre 2007.
Il potere legislativo è esercitato dall'Assemblea del Montenegro, parlamento unicamerale composto da 81 membri, eletti per un mandato di quattro anni. L'assemblea approva le leggi, ratifica i trattati, nomina il Primo Ministro, i ministri e i giudici di tutti i tribunali. Il Parlamento può sfiduciare il governo.
Il potere esecutivo è esercitato dal governo, guidato dal Primo Ministro e composto dai vice primi ministri e dai ministri. Il Primo Ministro, nominato dal Parlamento su proposta del Presidente, ha il compito di coordinare l'azione governativa e di presentare il programma del governo al parlamento, incluso l'elenco dei ministri. L'attuale Primo Ministro è Milojko Spajić.
Il Presidente del Montenegro (attualmente Jakov Milatović) è il capo dello Stato, eletto direttamente dai cittadini per un periodo di cinque anni. Il Presidente rappresenta il Paese all'estero, convoca le elezioni per il Parlamento e propone al Parlamento candidati alla carica di Primo ministro, presidente e giudici della Corte costituzionale. Il Presidente inoltre conferisce onorificenze e premi ed è membro del Consiglio supremo di difesa. La residenza ufficiale del presidente è nella città di Cetinje.

### Politica estera
Il Montenegro è un membro delle Nazioni Unite, della NATO, dell'Organizzazione Mondiale del Commercio, dell'Organizzazione per la Sicurezza e la Cooperazione in Europa, del Consiglio d'Europa, dell'accordo centroeuropeo di libero scambio (CEFTA) dal 2007 ed è un membro fondatore dell'Unione per il Mediterraneo. La politica estera del Montenegro è orientata in senso filo-europeista all'interno del blocco atlantico, con la conclusione di alcuni accordi con gli Stati Uniti in materia di sicurezza, utilizzo delle infrastrutture e vigilanza contro la proliferazione di armi di distruzione di massa.

#### Rapporti con l'Unione europea
Nel 2007 il Montenegro firma l'Accordo di stabilizzazione e associazione (ASA). In seguito il Montenegro ha presentato la domanda di adesione all'Unione europea il 15 dicembre 2008. Nella riunione del 17 dicembre 2010 il Consiglio europeo ha deciso di concedere al Montenegro lo status di Paese candidato. Il 29 giugno 2012 il Consiglio europeo avvia ufficialmente i negoziati di adesione. Dal 19 dicembre 2009 il regime dei visti dello Spazio Schengen è stato modificato, permettendo ai cittadini montenegrini di entrare nei venticinque Paesi Schengen dell'UE (oltre a Islanda, Norvegia e Svizzera) senza visto.

#### Rapporti internazionali
Il 22 giugno 2006 il Consiglio di Sicurezza dell'ONU avallò all'unanimità la richiesta di adesione presentata dal Governo montenegrino, conseguentemente il 28 giugno 2006 con un'apposita risoluzione dell'Assemblea generale, il Montenegro è stato ufficialmente accolto in seno al consesso mondiale delle nazioni, divenendo così il 192º membro effettivo dell'ONU.
Il 18 gennaio 2007 il Paese è entrato nel Fondo Monetario Internazionale. Il 9 ottobre 2008, il Montenegro riconosce il Kosovo come Stato indipendente.
Nel 2015 viene formalmente invitato a entrare nella NATO, nel 2016 terminano i negoziati e il 28 aprile 2017 il Paese diventa ufficialmente il 29º membro dell'Alleanza Atlantica.

## Economia

### Politica monetaria

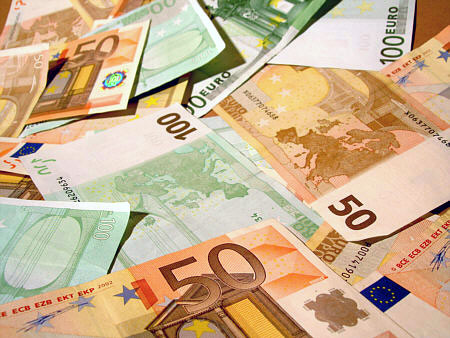
Il Montenegro usa l'Euro come moneta corrente

Anche se non appartiene all'Unione europea, il Montenegro adotta unilateralmente l'Euro come valuta ufficiale dal 1999. Tale circostanza deriva dal fatto che il Montenegro, all'epoca della presidenza di Milošević, voleva determinare la propria politica economica in modo indipendente dalla Serbia. Di conseguenza aveva adottato il marco tedesco nel 1996 e, successivamente, l'Euro. In tal modo il Paese ha ottenuto la libertà economica con una moneta stabile e si è aperto agli investimenti stranieri.

### Energia
Ultimamente in linea con i principi guida dettati dall'Unione europea il Ministro dello Sviluppo Economico e dell'Energia del Montenegro Branimir Gvozdenović, annuncia l'approvazione di un piano programmatico che costituirà "una strategia energetica chiara, perfettamente coerente con gli standard internazionali che garantiscono la produzione di energia, vitale per sviluppo economico del Paese". Gvozdenović ha infatti spiegato che tale piano di azione sarà implementato nei prossimi quattro mesi, affidando le attività di realizzazione e monitoraggio alla società slovena Korona, in collaborazione con la UNID. In particolare, il piano energetico del Montenegro prevede lo stanziamento di più di 2 miliardi di euro per la realizzazione di un gruppo di mini centrali idroelettriche sui 43 corsi d'acqua sul territorio montenegrino, oltre alla costruzione di un secondo blocco nella centrale a carbone di Plevlja e altre 4 turbine in quella idroelettrica di Morača, per raggiungere così un potenziale energetico addizionale di 407 GWh all'anno.

### Turismo
Patrimoni dell'umanità UNESCO: Durmitor e la gola del fiume Tara, la città vecchia di Cattaro e le Bocche di Cattaro. Tuttavia questi siti attualmente non sono inseriti nella Lista del Patrimonio Mondiale perché il Montenegro deve ancora ratificare la World Heritage Convention dell'UNESCO.
Nel 2005 il Montenegro ha avuto un incremento di visitatori pari al 16,6% rispetto all'anno precedente, con un incremento di visitatori stranieri del 44,6%. I siti più visitati sono localizzati intorno alle coste. Il più alto numero di visitatori proviene dalla Bosnia ed Erzegovina (5,71% del totale) mentre gli italiani rappresentano l'1,39% (dati forniti da Monstat).

### Trasporti

#### Ferrovie
Totale: 250 km, tutti a scartamento ordinario.
La spina dorsale del sistema ferroviario montenegrino è la spettacolare Belgrado - Antivari, interamente elettrificata e con numerosi gallerie e viadotti.
La ferrovia Podgorica-Nikšić è stata ristrutturata nel 2012.

##### Collegamenti diretti con gli Stati adiacenti
- Albania - sì, usato solo per le merci
- Bosnia ed Erzegovina - no
- Croazia - no
- Kosovo - no
- Serbia - sì, stesso scartamento

#### Strade

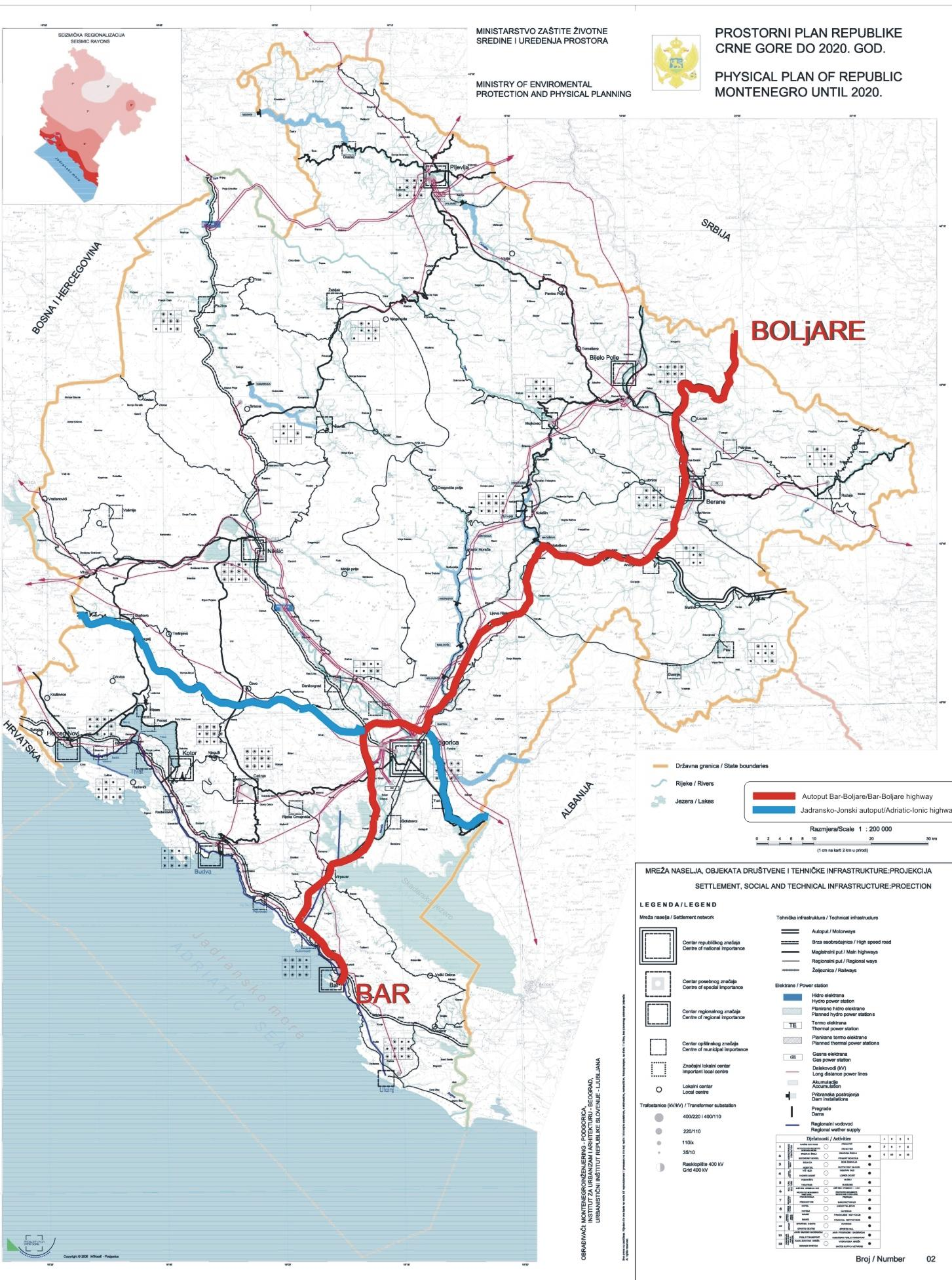
Mappa delle attuali e delle due previste autostrade del Montenegro Antivari-Boljare (rosso) e Adriatica Ionica (blu)

L'infrastruttura stradale del Montenegro non è ancora agli standard europei occidentali. La costruzione di nuove autostrade è considerata una priorità nazionale, in quanto sono importanti per lo sviluppo economico regionale uniforme e lo sviluppo del Montenegro come una destinazione turistica attraente.
Le attuali strade europee che attraversano il Montenegro sono la E65 e la E80.
Inoltre, è in fase di costruzione l'autostrada Antivari-Boljare la cui realizzazione è stata affidata nel 2014 all'azienda statale cinese China Road and Bridge Corporation. Tuttavia, l'autostrada non è ancora stata portata a termine e il progetto ha suscitato aspre critiche per via dell'enorme indebitamento del Montenegro verso la Cina, cui deve un miliardo di euro.

## Ambiente
Attualmente (2009) i parchi nazionali del Montenegro sono quattro:
- Parco nazionale Durmitor - 390 km²
- Parco nazionale Lovćen - 64 km²
- Parco nazionale Biogradska Gora - 54 km²
- Parco nazionale Lago di Scutari - 400 km²

Il Paese ha adottato una tassa ecologica per ogni autoveicolo straniero che entra nel proprio territorio.

## Cultura

### Patrimoni dell'umanità
Alcuni siti del Montenegro sono stati iscritti nella Lista dei patrimoni dell'umanità dell'UNESCO.

### Arte
Per quanto concerne l'arte montenegrina tra il XIX e il XX secolo spicca la figura del pittore Pietro Pocek, naturalizzato italiano: tra il XX il XXI secolo si afferma la figura dell'artista Miodrag Đurić.

### Letteratura

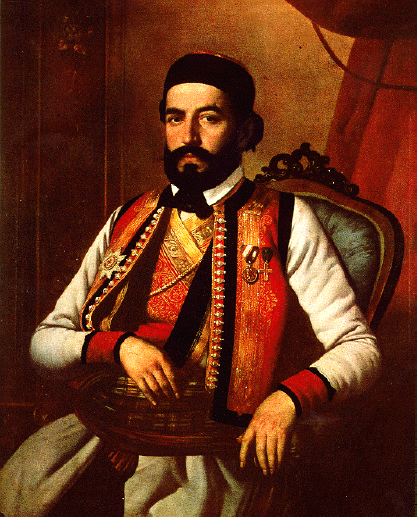
Il poeta-principe di Montenegro Petar II Petrović-Njegoš

Una letteratura montenegrina si afferma nel XIX secolo con il poeta-principe montenegrino Petar II Petrović-Njegoš, autore del poema nazionale montenegrino: Serto della montagna.
Nel XX secolo invece prevale una letteratura di stampo sociale. Tra gli scrittori che si distinsero nel XX secolo possiamo ricordare Borislav Jovanović. Nel XXI secolo spicca la figura di Andrej Nikolaidis, che con il romanzo Sin è stato il primo scrittore montenegrino a vincere il Premio letterario dell'Unione europea 2011.

### Musica
In campo musicale si sono distinti, tra gli altri, il gruppo musicale degli Highway e Stevan Faddy.

## Sport

### Pallanuoto
Lo sport in cui il Montenegro eccelle è la pallanuoto: la Nazionale di pallanuoto maschile del Montenegro ha vinto gli Europei 2008 (all'esordio) e la FINA Water Polo World League 2009. In quattro edizioni dei giochi olimpici è arrivato tre volte quarto.

### Calcio
La nazionale di calcio montenegrina non ha mai conseguito la qualificazione per la fase finale dei campionati mondiali e dei campionati europei. Nelle qualificazioni per Euro 2012 ha disputato lo spareggio play-off, poi perso, contro la Repubblica Ceca.

### Pugilato
Per quanto concerne il pugilato da ricordare l'affermazione di Dejan Zlatičanin, campione del mondo dei pesi leggeri WBA, nel 2016.

### Giochi olimpici
L'unica medaglia olimpica vinta dal Montenegro è la medaglia d'argento ottenuta dalla nazionale femminile di pallamano a Londra 2012.

## Tradizioni

### Gastronomia
La gastronomia del Montenegro si basa sulle verdure, la carne e il pesce e sugli ingredienti tipici della cucina mediterranea, come l'olio d'oliva. Vista la sua posizione geografica, la sua cucina è inoltre fortemente influenzata dai paesi dell'Europa dell'Est. La carne gioca un ruolo fondamentale nella dieta montenegrina, soprattutto nel Nord, dove si utilizzano molto i frutti di bosco, le erbe aromatiche e i funghi spontanei. La carne si cucina secondo il metodo tradizionale dell'ispod, che consiste in cuocerla sotto la brace. Nelle regioni centrali e nel Sud predomina il pesce: la carpa e la trota affumicate sono alcune delle delizie più ricercate, così come il granchio dello Skadar.
I piatti rappresentativi del Montenegro sono:
- agnello bollito
- kajmak (crema di latte lasciata bollire e salata, successivamente trasformata in formaggio)
- skakavica (piatto a base di pesce marinato con cavolo bianco, olio d'oliva e limone)
- domaca kobasica na zaru (salsicce fatte in casa arrostite nel forno a legna)
- projanica (una torta salata preparata con formaggio fresco, uova e farina)

Tra le bevande tipiche del Montenegro spiccano i suoi vini:
- il morbido vino rosso di Vranac
- il raffinato Merlot
- il vino bianco Krstac
- la Rakija (una grappa fatta in casa e distillata dalla prugna)
- la birra locale di Nikšić.

## Festività nazionali
| Data      | Nome                           | Significato                                                                                                   |
| --------- | ------------------------------ | --- |
| 21 maggio | Giorno della Indipendenza      | Giorno del Referendum sull'indipendenza del Montenegro del 2006.                                              |
| 13 luglio | Festa nazionale del Montenegro | Giorno del riconoscimento da parte del Congresso di Berlino del Montenegro come Stato indipendente, nel 1878. |